# Bamberg, Staatsbibliothek, Msc.Lit.7
Die Handschrift Bamberg, Staatsbibliothek, Msc.Lit.7 (auch Gebetbuch Kaiser Heinrichs genannt) ist ein hochmittelalterlicher Kodex, der liturgische Gesänge enthält. Die Handschrift wurde im frühen 11. Jahrhundert im Kloster Seeon geschrieben und von Heinrich II. und Kunigunde nach 1014 dem Bamberger Dom gestiftet. Heute wird sie als Teil der Kaiser-Heinrich-Bibliothek in der Staatsbibliothek Bamberg verwahrt.

## Beschreibung

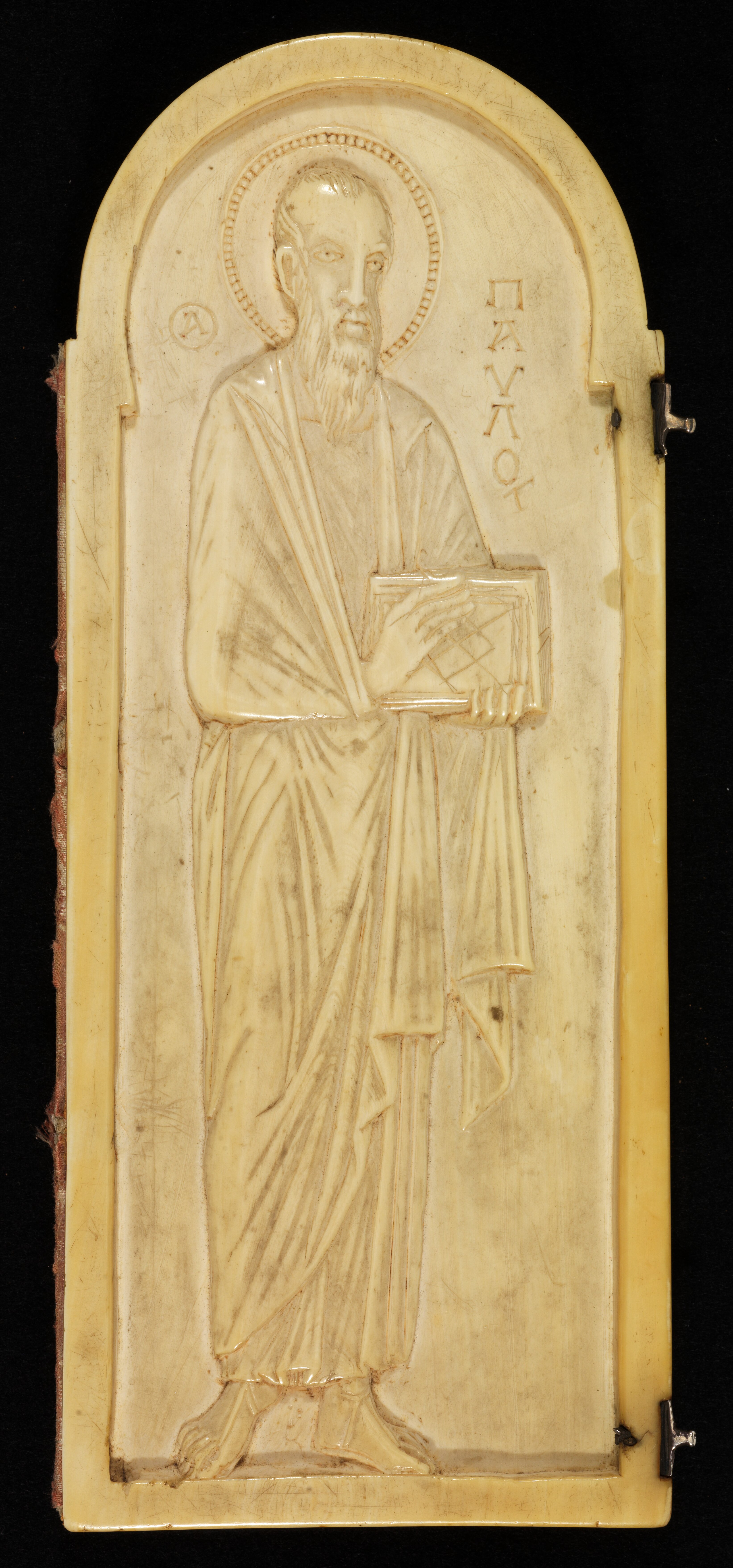
Der Einband zeigt den Apostel Paulus.

Der Kodex misst 26,5 auf 11 cm und umfasst 79 Blatt Pergament in zehn Lagen, die meist mit je 18 Zeilen Text beschrieben sind. Der nur 6,5 Zentimeter breite Schriftspiegel ist der ungewöhnlichen Form der oben halbkreisförmig beschnittenen Blätter angepasst. Die Schrift ist eine Minuskel des frühen 11. Jahrhunderts; Hoffmann datiert sie auf die Zeit 1014 bis 1024 (und die Ergänzungen in das 11. oder 12. Jahrhundert). Als Auszeichnungsschriften dienen Unziale, Capitalis quadrata und Capitalis rustica (teilweise in Gold geschrieben); einzelne mehrfarbige Schmuckbuchstaben sind sehr aufwändig gestaltet.
Der Prachteinband aus Elfenbein ähnelt stark dem Einband von Msc.Lit.8; er soll in Konstantinopel in der zweiten Hälfte des 10. Jahrhunderts hergestellt worden sein. Die Tafeln dienten ursprünglich als Teil eines Diptychons. Es ist in der Forschung vermutet worden, dass die Elfenbeinschnitzereien direkten Einfluss auf die Buchmalerei im Kloster Seeon hatten.
Der Buchrücken ist mit roter Seide (Italien, 15. oder 16. Jahrhundert) bezogen.

## Inhalt und Bezug zu Heinrich II.
Als Cantatorium enthält die Handschrift verschiedene Gesänge (Text und Neumen), die an hohen Festtagen im Gottesdienst zu singen waren. Sie diente nicht der privaten Andacht, wie es der Titel „Gebetbuch Kaiser Heinrichs“ suggeriert. Eine Besonderheit sind die Fürbitten für Kaiser Heinrich und Königin (!) Kunigunde in den in Msc.Lit.7 enthaltenen Laudes regiae.
Ein früher Zusatz, der sich auf die Ölweihe bezieht, und eine ungewöhnliche Ergänzung des Osterabschnitts um eine Erwähnung des heiligen Stephanus haben Henry Parkes vermuten lassen, dass das Cantatorium bei der Weihe der Bamberger Stephanskirche durch Papst Benedikt VIII. Ostern 1020 verwendet wurde.
Die Bezüge auf die Erzengel Michael, Gabriel und Raphael in Msc.Lit.7 und 8 sprechen für eine Stiftung beider Handschriften durch Heinrich, auch das ungewöhnliche Format und die Einbände stellen eine enge Beziehung zwischen beiden Handschriften dar. Hingegen weisen der paläographische Befund und die unterschiedliche Art der Vergoldung auf unterschiedliche Entstehungsorte.